# Paulo Figueiredo
Paulo José Figueiredo, född 28 november 1972 i Malanje, är en angolansk-portugisisk före detta fotbollsspelare, numera importör och distributör av vin. Han är en av två spelare ifrån Angolas VM-lag 2006 som spelat i den svenska klubben Östers IF.

## Uppväxt och klubbkarriär
Figueiredo föddes i Angola, då officiellt Portugisiska Västafrika, som son till portugisiska emigranter. När Paulo ännu var barn flyttade familjen tillbaka till Portugal på grund av inbördeskrig i landet.
Han spelade för Benficas ungdomslag och fick sitt första proffskontrakt med Belenenses. Figueiredo spelade för ett flertal portugisiska klubbar innan han kom till Santa Clara där han skulle växa till en populär spelare och så småningom lagkapten. Han kom att tillbringa åtta säsonger på Azorerna.

### Öster
Efter att ha medverkat för Angola i Världsmästerskapet i fotboll 2006 anslöt Figueiredo till Östers IF som då låg risigt till i Allsvenskan. Tillsammans med jamaicanen Teafore Bennett låg han bakom en seger mot Halmstads BK som tillfälligt gav klubben hopp om allsvenskt spel nästa säsong. Öster kom dock att sluta näst sist i serien. 
Paulo visade sig under tiden i Öster vara en nyttig mittfältare med både passningssäkerhet och skottkapacitet. Paulo var den första spelaren i Öster säsongen 2006 att få 5 poäng av 5 i Smålandsposten. Han blev då jämförd med Österlegendaren Anders Linderoth.

## Landslagskarriär
Figueiredo hade inte återvänt till Angola sedan familjen flyttat till Portugal på 70-talet, och han identifierade sig som portugis när han plötsligt fick ett samtal från Angolas tränare Ismael Kurtz. Det angolanska fotbollsförbundet var på jakt just efter spelare som lämnat landet under inbördeskriget och Figueiredo var en av de som luskats fram. Han tackade ja till landslagsspel för sitt födelseland och debuterade 2003 i Angolas landslag, då 30 år gammal.
Han hade en framträdande roll i det angolanska lag som för första gången i landets historia kvalificerade sig för VM, till 2006 års upplaga. Angola lottades in i grupp D tillsammans med Portugal, Mexiko och Iran. Sett till motståndet och angolanernas brist på rutin i VM-sammanhang gjorde laget bra ifrån sig, de spelade oavgjort mot både Mexiko och Iran och förlorade med uddamålet mot Portugal. Figueiredo startade i alla tre matcherna.

## Efter spelarkarriären
Figueiredo har arbetat som sportchef för 1º de Agosto i Angola, varit assisterande tränare för Guinea-Bissaus landslag och senare haft samma roll i iranska Sanat Naft. Efter en kortare tid som tränare i Angola blev han trött på tillfälliga anställningar och sadlade om, han jobbar nu i vinbranschen. Parallellt är han sportkommentator på Televisão Pública de Angola.